# 硬秆地杨梅
硬秆地杨梅（学名：Luzula multiflora sp. frigida）为灯心草科地杨梅属下的一个亚种。

## 扩展阅读
- 維基物種上的相關：硬秆地杨梅